# 吉田村 (島根県)
吉田村（よしだむら）は、かつて島根県の内陸部にあった村。飯石郡に属した。
2004年11月1日に合併し、現在は雲南市吉田町となっている。

## 歴史
- 1889年（明治22年）4月1日 - 町村制の施行により吉田村・吉田町・民谷村の区域をもって発足。
- 1954年（昭和29年）11月3日 - 田井村と合併し、改めて吉田村が発足。
- 2004年（平成16年）11月1日 - 三刀屋町・掛合町・大原郡大東町・加茂町・木次町と合併して雲南市が発足。同日吉田村廃止。

## 名所・旧跡
- 田部家土蔵群
- 菅谷たたら山内
- 鉄の歴史博物館
- 鉄の未来科学館